# Paul Otlet
Paul Marie Ghuislain Otlet (Brussel, 23 augustus 1868 – aldaar, 10 december 1944) was een Belgische bibliograaf, theosoof, pacifist en ondernemer.
Otlet was een pionier van de bibliotheekwetenschap: de documentering van de menselijke kennis. Otlet hield zich zijn hele leven lang bezig met de vraag hoe gegevens en kennis voor iedereen toegankelijk konden worden gemaakt. Daarbij introduceerde hij een universeel systeem van classificatie: de Universele Decimale Classificatie en maakte hij het Mundaneum.
Paul Otlet was, in opvolging van zijn vader en in samenwerking met zijn broer Maurice Otlet, betrokken bij de planning van Westende, die ze uitbouwden tot een exclusieve badplaats aan de Belgische kust.

## Répertoire Universel

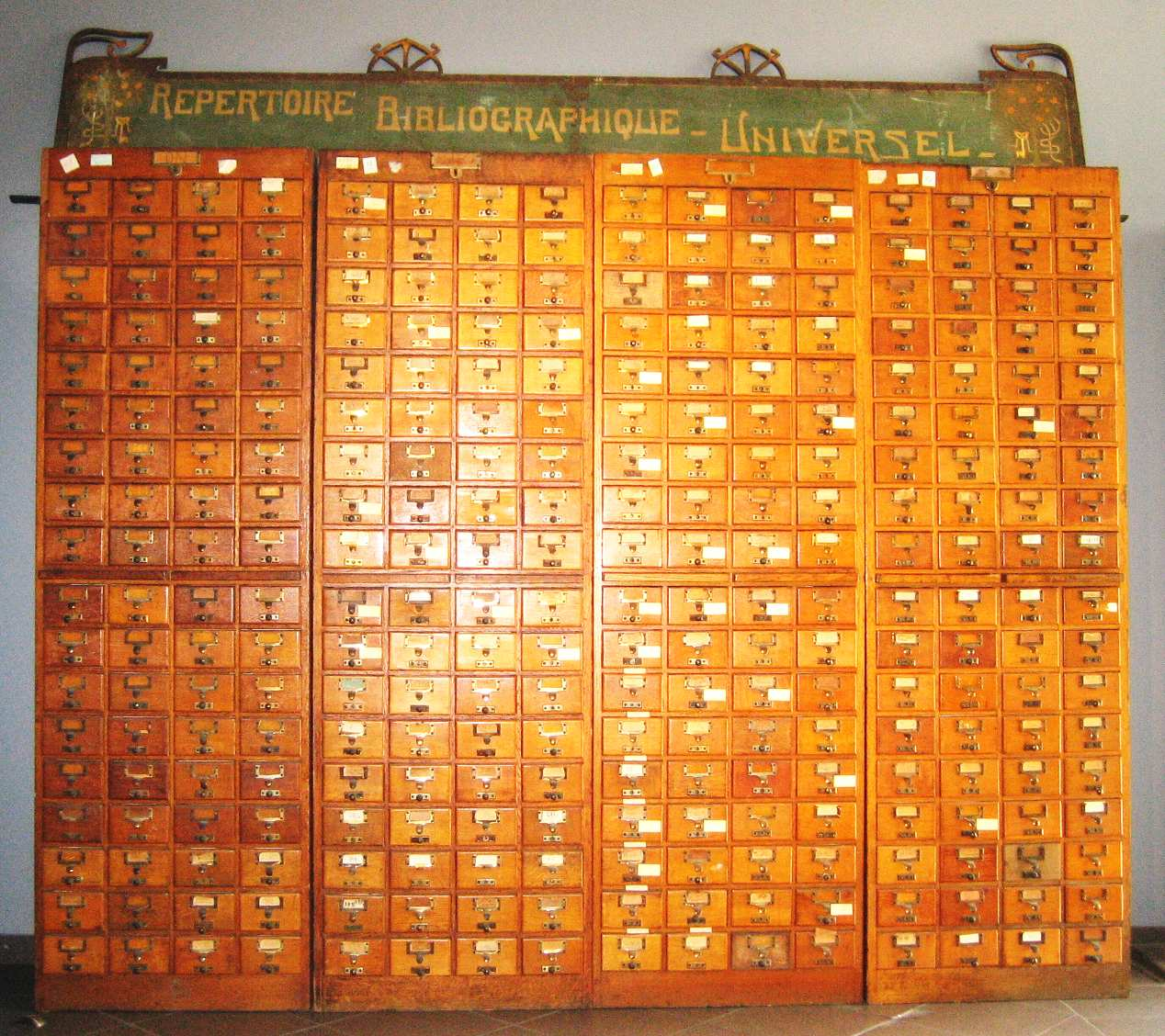
Répertoire Bibliographique Universel

Otlet hoopte al op jonge leeftijd alle menselijke kennis in een bibliografisch systeem te vangen. Lang voor er sprake was van hypertext, in 1934, maakte hij een zoeksysteem dat op mechanische wijze, met wieltjes en haken, de lezers inzicht zou moeten brengen in een mechanische database van miljoenen fichekaarten van 7,62 op 12,7 centimeter. Otlet wilde zo, door de links tussen alle kennisbronnen en voor wie wat verder denkt tussen de mensen, het 'Universele Boek' toegankelijk maken. Hij dacht dat ooit alle kennis op de hele wereld toegankelijk zou zijn via een elektrische telescoop die in combinatie met telefoon een facsimilebeeld zou laten verschijnen op een projectiescherm.
In december 1895 werd te Brussel de Conférence Bibliographique Internationale gehouden, waar werd besloten de Dewey Decimale Classificatie te gebruiken. De Union Bibliographique Internationale werd opgericht, met als organen het Office International de Bibliographie OIB en het Institut International de Bibliographie IIB.
Tot het zover was, deed Otlet een poging alle kennis ter wereld te verzamelen, en daartussen 'links', des liens, aan te brengen, om één grand réseau te maken. Daarvoor richtte hij in 1895 samen met Henri La Fontaine de Répertoire Bibliographique Universel RBU op, een ambitieus project dat een bibliografie wilde maken van alle gedrukte kennis ter wereld.

## Universele Decimale Classificatie UDC
Otlet wist dat de slaagkans van het project zou afhangen van de catalogus. Hij bestudeerde de reeds bestaande Dewey Decimale Classificatie van Melvil Dewey, in de Library of Congress, en het systeem van het British Museum. Hij zag dat de ingang over de inhoud van het boek door thematische trefwoorden nog niet bestond.
Met de code van Dewey als basis ontwierp hij een nieuw ontsluitingssysteem, dat tot op heden nog steeds in wetenschappelijke bibliotheken wordt gebruikt: de UDC. Waar generaties filosofen als Francis Bacon, John Wilkins en Carl Linnaeus en schrijvers van catalogi als Panizzi, Melvil Dewey en Ranganathan naar hadden gezocht, is door Otlet begonnen.
Het IIB verzorgde de eerste publicatie van de UDC van Otlet en La Fontaine onder de naam Manuel du répertoire bibliographique universel van 1904 tot 1907.
Vandaag de dag zijn er meer dan 62.800 'ingangen' in meer dan 30 landen.
Een UDC-code kan vrijwel alles beschrijven: een veter, een mens, tot zelfs het menu van een restaurant en kan 7 of meer cijfers bevatten.

## Mundaneum
Otlet en La Fontaine creëerden in 1910 het Mundaneum, een stad van het verstand, een model voor zijn megacatalogus. Ze konden in 1919 met hun project de hun in het Brusselse Jubelpark ter beschikking gestelde kamers betrekken. Zij hadden daarvoor succesvol bij koning Albert I van België gelobbyd en op dat moment twaalf miljoen fichekaartjes .
Het project was korte tijd succesvol. Mensen konden per post vragen stellen aan de catalogus, en kregen dan per kerende post antwoord - tegen een flinke vergoeding. Maar al gauw werd het project te groots, een reus met lemen voeten, die almaar meer waggelde. De Belgische regering verloor haar vertrouwen in de zaak. Otlet verhuisde een paar keer, tot hij in 1934 een oud anatomiegebouw van de Vrije Universiteit Brussel betrok.

## Microfiche
Vanaf 1906 werkte Otlet samen met Robert Goldschmidt aan de ontwikkeling van de zogenaamde microphotografique, een voorloper van de microfiche. Zij zochten naar een werkwijze om gedrukte publicaties over te zetten op fiche zodat deze op eenvoudige, goedkope en ruimtebesparende wijze konden worden bewaard. Hun bevindingen werden op het einde van het jaar voorgesteld op een congres in Marseille. Zij stelden dat een boek van 72 bladzijden op een fiche van 12,5 op 7,5 cm kon worden bewaard. Zij stelden omstreeks 1908 de bibliophoto voor, een draagbare bibliotheek van microfiches. Vooral bibliotheken en documentatiecentra zouden hiervan later gebruik maken.
Rond 1925 verfijnden Goldschmidt en Otlet de methode om boeken over te zetten op microfilm met meer natuurlijke kleuren. Al de documentatie, zowel teksten, tekeningen, kaarten en diagrammen, van het Mundaneum werd in de Encyclopedia Microphotica Mundaneum verzameld, die uit een verzameling microfiches bestond. De draagbare bibliotheek met microfiches die zij voorstelden, kon maximaal 18.750 boeken van elk 350 pagina's bevatten.

## Periode na 1934
Na de Duitse inval in België werd zijn collectie voor een tentoonstelling van kunst uit het Derde Rijk ontruimd. Otlet overleed vlak na de bevrijding van België.
Het Mundaneum bleef lange tijd na zijn overlijden vergeten. Een groep vrijwilligers ontfermde zich in het midden van de jaren negentig over Otlets project. Het kan sinds 1996 in Bergen worden bezocht.

## Nagelaten werk
Otlet vatte zijn ideeën samen in zijn baanbrekend werk Traité de documentation (1934) en in Monde : Essai d'Universalisme (1935). Hij was de centrale figuur in de beweging Documentation, de voorloper van de huidige informatietechnologie en bibliotheekwetenschappen.
Otlet heeft er veel aan gedaan zoveel mogelijk kennis algemeen beschikbaar te maken, in die zin stond hij aan de wieg van de hyperlink en was hij Wikipedia vooruit. Zijn publicaties werden in 1990 herdrukt, onder meer door zijn biograaf Warden Boyd Rayward.

## Nominatie "Grootste Belg"
- In 2005 was hij ook een van de kansmakers op de titel De Grootste Belg, maar haalde de uiteindelijke nominatielijst niet en strandde op nr. 63 van diegenen die net buiten de nominatie vielen.

- Bibsys: 90618586
- Biblioteca Nacional de Chile: 000476427
- Biblioteca Nacional de España: XX1156883
- Bibliothèque nationale de France: cb12922802s (data)
- Catàleg d'autoritats de noms i títols de Catalunya: 981058617374506706
- CiNii: DA05598184
- Gemeinsame Normdatei: 119510928
- International Standard Name Identifier: 0000 0001 2096 1501
- Library of Congress Control Number: n90646362
- Nationale Bibliotheek van Letland: 000050016
- Bibliotheek van het Japanse parlement: 01174777
- Nationale Bibliotheek van Tsjechië: skuk0001031
- Nationale bibliotheek van Australië: 36546735
- Nationale Bibliotheek van Israël: 987007281064705171
- Nationale Bibliotheek van Polen: a0000003161616
- Nationale en Universitaire bibliotheek Zagreb: 000057288
- Nederlandse Thesaurus van Auteursnamen: 070644683
- Réseau des bibliothèques de Suisse occidentale: 02-A003661372
- RKD-Nederlands Instituut voor Kunstgeschiedenis: 441231
- Istituto Centrale per il Catalogo Unico: BVEV002335
- Système universitaire de documentation: 056759460
- Trove: 1284826
- Union List of Artist Names: 500244636
- Virtual International Authority File: 54277595
- WorldCat: E39PBJbM667HKwqBRg44dvjQv3